# Pholidostachys kalbreyeri
Pholidostachys kalbreyeri là loài thực vật có hoa thuộc họ Arecaceae. Loài này được H.Wendl. ex Burret miêu tả khoa học đầu tiên năm 1930.